# 克雷格·林肯
克雷格·林肯（英語：Craig Lincoln，1950年10月7日—），美国男子跳水运动员。他曾代表美国参加1972年夏季奥林匹克运动会跳水比赛，获得一枚铜牌。他也曾在1971年泛美运动会获得一枚银牌。